# Дзержинский, Иван Иванович
Иван Иванович Дзержи́нский (1909—1978) — советский композитор. Народный артист РСФСР (1977). Лауреат Сталинской премии третьей степени (1950). Член ВКП(б) с 1942 года.

## Биография
И. И. Дзержинский родился 27 марта (9 апреля) 1909 года в Тамбове.
Его первой учительницей была известный педагог А. Ф. Лавдовская.
В 1925 году он поступил в 1-й музыкальный техникум, в класс профессора Б. Л. Яворского.
В 1929 году И. И. Дзержинский поступил в Техникум имени Гнесиных, где обучался в классе композиции профессора М. Ф. Гнесина.
В 1930 году переехал в Ленинград. В 1930—1931 годах учился в ленинградском Центральном музыкальном техникуме по классу композиции у П. Б. Рязанова, а в 1931—1932 — в Ленинградской консерватории, откуда был отчислен за непосещение занятий. В Ленинграде Дзержинский написал «Поэму о Днепре» и «Весеннюю сюиту» для фортепиано, «Северные песни», первый фортепианный концерт. В 1935 году композитор окончил оперу «Тихий Дон» (по роману М. А. Шолохова), ставшую вехой в развитии советского музыкального театра. Через 30 лет после «Тихого Дона», в 1967 году Дзержинский написал вторую оперу на тот же сюжет — «Григорий Мелехов», которая (в отличие от первой) общественного резонанса не получила.
По рекомендации Д. Д. Шостаковича опера «Тихий Дон» была включена С. А. Самосудом в план Ленинградского малого театра оперы и балета (ЛМАТОБ), в октябре 1935 года была поставлена и вскоре вошла в репертуар многих музыкальных театров страны. Первое издание клавира вышло с посвящением оперы Д. Д. Шостаковичу. При вторичном издании клавира И. И. Дзержинский снял посвящение под влиянием редакционной статьи «Сумбур вместо музыки» в газете «Правда». В. И. Немирович-Данченко охарактеризовал оперу в «музыкальном отношении вещь совершенно посредственная». Он объяснял её очень большой успех тем, что она основана на сильном музыкальном (казацкие песни) и драматургическом материале.

Могила И. И. Дзержинского на Богословском кладбище Санкт-Петербурга.

В 1937 году написал оперу «Поднятая целина». В 1939 году появилась опера «Волочаевские дни». Вслед за этим композитор приступил к написанию оперы на сюжет драмы А. Н. Островского «Гроза», но эта работа была прервана войной.
В 1943 году ЛМАТОБ в Чкалове, а затем и МАМТ имени К. С. Станиславского в Москве осуществили постановку новой оперы И. И. Дзержинского «Надежда Светлова», посвящённой обороне Ленинграда. Кроме опер в годы войны композитор создал ряд камерных произведений: вокально-лирический цикл «Первая любовь» (стихи А. И. Фатьянова, 1943), вокальный цикл «Залётная птица» (стихи В. Лифшица, 1945), сюиту для фортепиано «Русские художники», навеянную впечатлениями от картин великих русских живописцев В. И. Сурикова, И. И. Левитана, И. Н. Крамского, И. И. Шишкина, В. А. Серова.
После войны Дзержинский написал музыкальную комедию «В зимнюю ночь» по повести А. С. Пушкина «Метель». Премьера состоялась в Ленинградском театре музыкальной комедии в 1946 году. В последующие годы композитор создал три вокальных цикла «Новое село» (стихи А. Д. Чуркина, 1948), «Земля» (стихи А. И. Фатьянова, 1949), «Женщине-другу» (стихи А. Д. Чуркина, 1950).
Он написал музыку к фильмам: «Инженер Гоф» (производство БЕЛГОСКИНО, 1935), «На отдыхе» (производство «Ленфильм», 1936), к комедии «Когда казаки плачут» (производство Свердловской киностудии, 1963).
И. И. Дзержинский умер 18 января 1978 года в Ленинграде. Похоронен на 74-м участке Богословского кладбища (Братская дорога).
Жена — либреттист и актриса Евгения Васильевна Каретникова (1915—2002).

## Награды и премии
- Сталинская премия третьей степени (1950) — за вокальный цикл «Новое село»
- Орден Ленина (1939)
- Орден Трудового Красного Знамени
- Народный артист РСФСР (1977)
- Заслуженный деятель искусств РСФСР (1957)